# Pallenoides amazonica
Pallenoides amazonica là một loài nhện biển trong họ Callipallenidae. Loài này thuộc chi Pallenoides. Pallenoides amazonica được miêu tả khoa học năm 1975 bởi Stock.